# Deportivo Coopsol
Club Deportivo Coopsol – peruwiański klub piłkarski z siedzibą w dzielnicy Barranco wchodzącej w skład miasta Lima, stolicy państwa.

## Osiągnięcia
- Mistrz drugiej ligi peruwiańskiej (Segunda división peruana): 2000, 2003

## Historia
Deportivo Aviación założony został 31 lipca 1964 roku. W roku 2000 klub wygrał drugą ligę, co jednak nie oznaczało wtedy awansu do pierwszej ligi (Primera división peruana). By awansować, trzeba było pokonać w meczu barażowym klub, który w pierwszej lidze zajął ostatnie miejsce (wówczas był to klub UPAO). Deportivo Aviación przegrał jednak 1:3 i do dziś gra w drugiej lidze.
W 2009 roku klub zmienił nazwę na Club Deportivo Coopsol.